# Setsuko Klossowska de Rola
Setsuko Klossowska de Rola (jap. セツコ・クロソフスカ＝ド＝ローラ Setsuko Kurosofusuka do Rōra; ur. 1943 w Tokio) – japońska malarka surrealistka i pisarka. Swoje prace wystawia również na arenie międzynarodowej.
Wdowa po francuskim malarzu Balthusie (właśc. Balthasar Klossowski de Rola), honorowy prezes Fundacji Balthus.
W 2005 roku została uhonorowana tytułem Artysty UNESCO na rzecz Pokoju.

## Życiorys
Setsuko urodziła się jako Setsuko Ideta (jap. 出田 節子 Ideta Setsuko), w Tokio w 1943 roku. Ukończyła liceum Tokyo Gakuen Morimura High School w 1961 roku i rozpoczęła studia na wydziale języka francuskiego na Uniwersytecie Sophia w Tokio. Jako studentka poznała malarza Balthusa, który w 1962 roku odwiedził Japonię po raz pierwszy. Pobrali się w 1967 roku. W 1968 roku urodziła syna Fumio, który zmarł w wieku dwóch lat i sześciu miesięcy. W 1973 roku na świat przyszła córka, Harumi (obecnie projektant biżuterii). W 1977 roku, Setsuko z mężem przeprowadziła się do Szwajcarii. Zamieszkali w Le Grand Chalet w Rossinière.

## Kariera
Wystawy malarstwa:
- Pierre Matisse Art Gallery w Nowym Jorku w 1984 roku
- Alice Pauli w Lozannie w 1986 roku
- Lefevre Gallery w Londynie w 1989 roku
- Takanawa Prince Hotel w Tokio w 1989 roku
- Lefevre Gallery w Londynie w 1992 roku
- Hotel Salon de Rothschild w 1993 roku

W 1988 roku jej kolekcję pt.: Setsuko opublikował Librairie Seguier. W 1991 roku namalowała etykietę wina do prestiżowej marki Bordeaux Mouton Rothschild. W 1994 roku, na wniosek Limited Edition w Nowym Jorku, zrobiła ilustracje do limitowanej edycji Koyahijiri napisanej przez Kyoka Izumi. Ilustracje były wystawiane w Nowym Jorku, Paryżu i Rzymie.
W 1999 roku w Sotheby w Zurychu Balthus i Setsuko Klossowski de Rola zaprezentowali wystawę Sotheby's Kingdom of the Cats. W tym samym roku w siedzibie ONZ w Genewie odbyła się wystawa Setsuko & Harumi.
W 2002 roku powstała Fundacja Balthusa a Setsuko została wyznaczona jej honorowym prezesem, była również Patronem kulturalnym Kongresu Wenecja 2002
W 2005 i 2006 r., Mainichi Newspaper i Asahi Shimbun (gazety japońskie) zasponsorowały jej wystawę Setsuko-no-kurashi Wa-no-kokoro (Duch Japonii, Życie Setsuko) w Kumamoto, Jokohamie i Tokio.
Prace literackie
- Miru-bi, Kiku-bi, Omou-bi (ang. Beauty as vision, sound and thought)
- Grand Chalet Yume-no-toki (ang. Grand Chalet Remains of a dream)
- Balthus' yuga-na-seikatsu (ang. Balthus' elegant life)
- Wa-to yorusou kurashi (ang. Life with Wa)
- Wa wo tsukuru bi (ang. Beauty that makes Wa)
- Kimono-wo matou bi (ang. Beauty of wearing kimono)
- Grand Chalet-no tezukuri kurashi (ang. Grand Chalet a hand-made life)
- Meguriau-hana, shiki. Soshite kurashi (ang. Flowers encountered, four seasons and life style)